# Виноградовка (Кызылжарский район)
Виноградовка (каз. Виноградовка) — село в Кызылжарском районе Северо-Казахстанской области Казахстана. Административный центр Виноградовского сельского округа. Расположено на берегу озера Сивково. Код КАТО — 595045100.

## Население
В 1999 году население села составляло 919 человек (462 мужчины и 457 женщин). По данным переписи 2009 года, в селе проживало 689 человек (345 мужчин и 344 женщины).